# Interior Drawings
Interior Drawings è il terzo album in studio del cantautore polacco Mariusz Duda, pubblicato il 10 dicembre 2021 dalla GlassVille Records.

## Descrizione
Il disco rappresenta il capitolo conclusivo della Lockdown Trilogy iniziata da Duda l'anno precedente con Lockdown Spaces. Secondo le stesse parole del musicista, Interior Drawings rappresenta quello più accessibile dal punto di vista musicale, in particolar modo a coloro che hanno accolto positivamente le pubblicazioni a nome Lunatic Soul e la raccolta Eye of the Soundscape dei Riverside, mentre il tema principale scelto riguarda la creazione di un album e la conseguente decisione di alienarsi volontariamente dal resto del mondo:

## Promozione
Interior Drawings è stato reso disponibile inizialmente per il download digitale il 10 dicembre 2021 esclusivamente attraverso il profilo Bandcamp dell'artista, venendo distribuito nelle restanti piattaforme digitali e streaming nella settimana seguente insieme a un'edizione audiocassetta; al fine di anticiparne la sua uscita, l'8 dicembre Duda ha diffuso l'audio della traccia d'apertura Racing Thoughts attraverso il suo canale YouTube.
Il 20 maggio 2022, in concomitanza con l'uscita della raccolta Lockdown Trilogy, l'album è stato pubblicato anche in formato vinile.

## Tracce
Musiche di Mariusz Duda.
1. Racing Thoughts – 5:19
2. Interior Drawings – 5:44
3. Shapes in Notebooks – 4:50
4. Prisoner by Request – 5:39
5. Dream of Calm – 3:25
6. How to Overcome Crisis – 4:55
7. Almost Done – 6:29
8. Temporary Happiness – 5:16

## Formazione
- Mariusz Duda – strumentazione, produzione
- Magda Srzedniccy – produzione, registrazione
- Robert Srzedniccy – produzione, registrazione
- Hajo Müller – copertina